# Автошлях Р 55
Автошля́х Р 55 — автомобільний шлях територіального значення в Одеській та Миколаївській області. Пролягає територією Березівського, Одеського, Вознесенського та Новобузького районів. Починається в Одесі, пролягає через Доброслав, Веселинове, Вознесенськ, Єланець і закінчується у Новому Бузі. Загальна довжина — 205,8 км.

## Маршрут
Автошлях проходить через такі населені пункти:
| Автошлях Р 55        |        |
| Одеська область      |        |
| Одеса                |        |
| Одеський район       |        |
|                      | E58М14 |
| Причорноморське      |        |
| Кінне                |        |
| Доброслав            |        |
| Березівський район   |        |
| Каїри                |        |
| Курісове             |        |
| Донська Балка        |        |
| Косівка              |        |
| Степанівка           |        |
| Вікторівка           | Т 1623 |
| Виноградне           |        |
| Миколаївська область |        |
| Вознесенський район  |        |
| Григорівка           | Т 1506 |
| Веселинове           |        |
| Миколаївка           |        |
| Мартинівське         |        |
| Прибужани            |        |
| Вознесенськ          | Н24    |
| Вознесенське         |        |
| Нововолодимирівка    |        |
| Єланець              | Т 1510 |
| Дружелюбівка         |        |
| Ковалівка            |        |
| Возсіятське          | Н14    |
| Баштанський район    |        |
| Софіївка             |        |
| Новий Буг            | Н11    |